# Melton (Suffolk)
Melton es una parroquia y una localidad inglesa del condado de Suffolk, en el Reino Unido.

## Geografía
Ubicada al noreste de Woodbridge, en Wilford Hundred, pertenece el condado de Suffolk. El río Deben discurre al sur de la localidad.

## Historia
En la primera mitad del siglo XIX la parroquia tenía una población de 707 habitantes. Había por entonces en el lugar un manicomio, además de una fundición de hierro.